# جيليان هانسون
جيليان هانسون (بالإنجليزية: Gillian Hanson)‏ هي طبيبة بريطانية، ولدت في 25 مارس 1934، وتوفيت في 23 مايو 1996 في London Docklands ‏ في المملكة المتحدة بسبب إنتان.

## مسيرتها المهنية
ولدت جيليان كويش هانسون في عام 1934، والدها جون هانسون John Hanson وهو عالم ميتالورجيا (علم المعادن) وكيميائي.
وقد التحقت هانسون بمدرسة الطب في مستشفى رويال فريي Royal Free للطب في لندن والتي أصبحت الآن جزءًا من كلية الطب في جامعة كاليفورنيا. تخرجت منها في عام 1957 وعملت في مستشفى ويبس كروس كرئيسة سجلات طبية ثم عُيّنت زميلة أبحاث. ركزت في أبحاثها الأولى على حجرة الأكسجين عالية الضغط والتي كانت تُستخدم بعد ذلك في علاج الغرغرينا الغازية والكزاز وأصبحت أكثر معرفة بمشاكل وظائف الرئة، الفشل الكلوي والاضطرابات الاستقلابية الحادة. هذا المزيج من المعرفة وصفاتها الشخصية في التصميم والولاء أدّت إلى اعتبارها المرشح المثالي لرئاسة وحدة العلاج المركزة الجديدة في المستشفى.
قادت هانسون تأسيس وحدة العناية المركزة (ICU) في مستشفى ويبس كروس. وعند افتتاح الوحدة في عام 1968، عُيّنت طبيبة معالجة ومسؤولة عن الوحدة. هذا ما جعلها في منصب أول طبيبة استشارية مسؤولة عن وحدة العناية المركزة البريطانية وأصغر استشارية في لندن في ذلك الوقت. وبفضلها أصبحت وحدة العناية المركزة في مستشفى ويبس كروس نموذجًا عالميًا للعناية المركزة وكان لهانسون فضل كبير لمساهمتها في تقدّم العناية المركزة على الصعيدين الوطني والدولي.
سافرت هانسون وتعلمت وكتبت على نطاق واسع وعملت على إلقاء العديد من المحاضرات والتدريس في اختصاصها، وشاركت في تأليف أول كتاب مدرسي في تخصص علاج العناية المركزة في عام 1984، وفي تأليف كتاب بعنوان «مريض التوليد المصاب بأمراض خطيرة» مع روجر والتر ميدلتون بالدوين Roger Walter Middleton (R.W.M) Baldwin، وقد عُرض هذا الكتاب في العديد من المكتبات الطبية.
ثم أصبحت هانسون لاحقًا مهتمة بالتغذية الوريدية وطب التوليد مرض السكري. وفي عام 1993 تركت العمل في وحدة العناية المركزة لتطوير خبرتها في علاج مرض السكري في المجتمع وذلك في مركز تخصصي لعلاج مرض السكري في مستشفى ويبس كروس. وقد اعتُرف بخبرتها وأصبحت ممتحنة في الكلية الملكية للأطباء Royal College of Physicians وكُرّمت بحصولها على زمالة من الكلية الملكية للأطباء والكلية الملكية لأطباء التخدير Royal College of Anaesthetists.
وفي عام 1996، أي في سن 62 عاما، تقاعدت من الخدمة الصحية الوطنية وذهبت مباشرةً في رحلة مع زوجها إلى جبال الهيمالايا ووصلت إلى معسكر قاعدة إفرست القديم على ارتفاع 17 ألف قدم. وكانت تحب المشي كثيرًا. نتيجة لذلك عادت هانسون وزوجها إلى إنجلترا وقد أصيبت بإنتانات المكورات الرئوية وأصيب زوجها أيضًا بالتهاب رئوي وتوفيت بعد فترة وجيزة بسبب الصدمة الإنتانية. ورغم أنها كانت خبيرة عالمية في إدارة هذه الحالة، لكنها لم تكن قادرة على علاج نفسها.

## حياتها الشخصية
تزوجت هانسون من روجر فاراند، وأنجبت منه ثلاثة أطفال (أحدهم طبيب). وقد أقامت مع عائلتها في لندن دوكلاندز.
لقد كانت ذات شخصية رائعة، فقد كانت تذهب إلى عملها من منزلها في دوكلاندز على دراجتها، كما أنها كانت تسبح من وقت إلى آخر في نهر التايمز، وتدير منزلها وعائلتها رغم مطالب منصبها والتزاماتها.